# Belbédji
Belbédji (auch: Belbege, Belbéji, Belbégi) ist ein Dorf und der Hauptort der Landgemeinde Tarka und des Departements Belbédji in Niger.

## Geographie

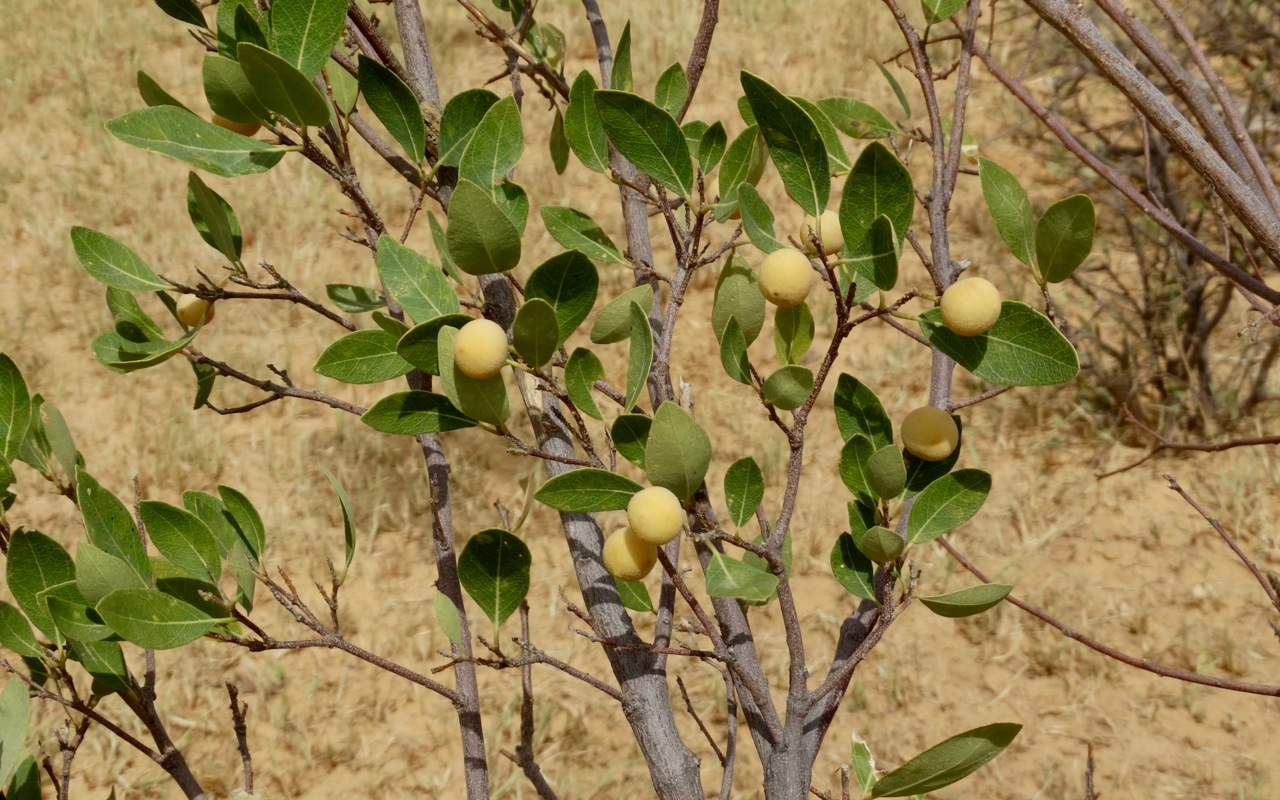
Ein Boscia-senegalensis-Busch bei Belbédji

Belbédji liegt im Tarka-Tal auf einer Höhe von 421 m. Nordwestlich der Siedlung erhebt sich der 454 m hohe Hügel Roumbouyoumwo. Das Dorf befindet sich rund 140 Kilometer nordwestlich der Regionalhauptstadt Zinder. Zu den Siedlungen in der näheren Umgebung von Belbédji zählen Amazazagan I im Südwesten und Batté Araban im Norden.
Belbédji ist Teil der Übergangszone zwischen Sahara und Sahel. Die durchschnittliche jährliche Niederschlagsmenge beträgt hier zwischen 200 und 300 mm.

## Geschichte
Das französische Übersee-Forschungsinstitut Office de la Recherche Scientifique et Technique Outre-Mer (ORSTOM) betrieb in Belbédji eine geomagnetische Station, die zu einem Netzwerk von mehreren hundert ORSTOM-Stationen in Westafrika gehörte, an denen in den 1950er Jahren geomagnetische Messungen vorgenommen wurden.
Belbédji, der Sitz eines Kantons, wurde 1988 zum Verwaltungsposten (poste administratif) erhoben, einer von einem chef de poste administratif geleiteten unteren Verwaltungseinheit im Departement Tanout. Bei einem Treffen von nigrischen Viehzüchtern im Ort wurde 1991 deren Interessenverband Association Nigérienne des Eleveurs Pasteurs (ANEP) gegründet. Im Zuge einer landesweiten Verwaltungsreform ging 2002 aus dem Kanton Belbédji die Landgemeinde Tarka mit dem Dorf Belbédji als Hauptort hervor. Der Verwaltungsposten von Belbédji wurde 2011 in das Departement Belbédji umgewandelt und damit aus dem Departement Tanout herausgelöst.

## Bevölkerung
Bei der Volkszählung 2012 hatte Belbédji 6310 Einwohner, die in 966 Haushalten lebten. Bei der Volkszählung 2001 betrug die Einwohnerzahl 4928 in 717 Haushalten und bei der Volkszählung 1988 belief sich die Einwohnerzahl auf 2920 in 549 Haushalten.

## Wirtschaft und Infrastruktur
In Belbédji gibt es einen Markt. Das staatliche Versorgungszentrum für landwirtschaftliche Betriebsmittel und Materialien (CAIMA) unterhält eine Verkaufsstelle im Ort. Von den ortsansässigen Tuareg werden Kamele gezüchtet. Die Niederschlagsmessstation von Belbédji liegt auf 400 m Höhe und wurde 1959 in Betrieb genommen.
Mit einem Centre de Santé Intégré (CSI) ist ein Gesundheitszentrum im Dorf vorhanden. Es besteht seit dem Jahr 1950. Der CEG Belbédji ist eine Schule der Sekundarstufe des Typs Collège d’Enseignement Général. Beim Collège d’Enseignement Technique de Belbédji (CET Belbédji) handelt es sich um eine technische Fachschule und beim Centre de Formation aux Métiers de Belbédji (CFM Belbédji) um ein Berufsausbildungszentrum. Im Ort gibt es seit dem Jahr 2000 einen lokalen Bürgerhörfunk (radio communautaire).
Die 366,6 Kilometer lange Nationalstraße 32 zwischen Keita und Sabon Kafi verläuft durch Belbédji. Hier zweigen die 156,5 Kilometer lange Nationalstraße 19 nach Tchadoua, die 94 Kilometer lange Nationalstraße 40 nach Tessaoua und die 42 Kilometer lange Route 732 nach Batté Araban ab.

## Persönlichkeiten
- Madjid Albry (* 1990), Fußballspieler
- Hamid Algabid (* 1941), Politiker, Premierminister Nigers